# Teryl Rothery
Pour les articles homonymes, voir Rothery.
Teryl Rothery est une actrice canadienne, née le 9 novembre 1962 à Vancouver.
Elle est notamment connue pour le rôle du docteur Janet Fraiser dans la série télévisée Stargate SG-1.

## Biographie
Elle a commencé sa carrière en jouant dans la comédie musicale Bye Bye Birdie à l'âge de 13 ans, et a ensuite joué dans CBC Halloween special Boo à l'âge de 18 ans. Elle a également fait beaucoup de doublage d'animes, notamment les six films Project A-ko.
Elle est plus connue pour avoir tenu le rôle du Dr. Janet Fraiser dans Stargate SG-1 entre 1997 et 2004. Sa première apparition est dans La Théorie de Broca et sa dernière dans Héros (plus une apparition spéciale en 2006 dans Effet domino). Elle est aussi apparue dans quelques autres séries de science fiction, parmi lesquelles X-Files (dans l'épisode Excelsis Dei), Au-delà du réel, First Wave, Jeremiah, M.A.N.T.I.S., Kyle XY, Caprica et quelques autres encore.
Plus récemment elle est apparue au théâtre dans Kiss Me, Kate et Taming of the Shrew en mars 2006. En mars 2007 elle est apparue dans A Delicate Balance d'Edward Albee.
Le 3 octobre 2008 Teryl Rothery a donné naissance à une fille, Londyn.

## Filmographie

### Cinéma
- 1994 : André, mon meilleur copain : Jennifer Fife
- 1995 : Terror Clinic : Pierson
- 1995 : Orky : Beth
- 1996 : Urban Safari : Faye
- 1997 : Magic Warriors : Kathryn Jeffers
- 1998 : The Fisherman and His Wife : la femme du pêcheur
- 2000 : Bêtes de scène : Philly Host
- 2007 : Whisper : Catherine Sandborn
- 2007 : Babylon 5 The Lost Tales : Joseph Michael Straczynski : journaliste d'ISN (1 épisode)
- 2007 : La Voix des morts : La Lumière : Julia Caine

### Télévision
- 1987 : Stingray : Mary
- 1992 : Mortal Sins : Lena Falcone
- 1992 : Bijoux, hot-dogs et tasses de thé : Newscaster femelle
- 1993 : Woman on the Ledge : Linda
- 1993 : No Child of Mine : Obstetrician
- 1993 : Hurricanes : rôle inconnu (régulier pendant 1 saison)
- 1993 : Exosquad : Maggie Weston (5 épisodes)
- 1994 : Cobra : Jolean Floren (saison 2, épisode 17)
- 1994 : Les Anges gardiens : Janet Nelson (1 épisode)
- 1994 : M.A.N.T.I.S. : Trish Caillin (1 épisode)
- 1994 : L'As de la crime : Marlene Gray (1 épisode)
- 1994 : X-Files : Michelle Charters (saison 2, épisode 11 : Excelsis Dei)
- 1994 : Andre : Jennifer File
- 1994 : Un cœur pour vivre : Nancy Donnelly
- 1994 : For the Love of Nancy : Lenore Molee
- 1994 : A Christmas Romance : Susan
- 1995 : The Man Who Wouldn't Die : la secrétaire d'Henry
- 1995 : Channel 92 : Inconnu
- 1995 : Who Killed My Daughter : Inconnu
- 1996 : Si près du danger : Coach sportif
- 1996 : Justice maternelle
- 1996 et 1997 : Au-delà du réel : l'aventure continue / The Outer Limits : Janet Preston (Épisode 2.09 : Épreuve par le feu) et Dr. Lucy Cole  (Épisode 3.03 : Régénération)
- 1997 : Double écho : Ruth Jordan
- 1997 : Rêve impossible : Donna
- 1997 : Dead Man's Gun : Ariadne
- 1997 : Reboot : Catwoman (1 épisode)
- 1997 : Profit : Connie Gracen (3 épisodes)
- 1997 : Viper : Julie Stone (1 épisode)
- 1997-2004 et 2006 : Stargate SG-1 : Janet Fraiser (régulier saisons 1 à 7, apparition saison 9)
- 1998 : Les Soupçons de Mary (Silencing Mary) : Brubaker
- 1998 : RoboCop : Alpha Commando : voix additionnelles
- 1999 : Aux frontières de l'étrange : Irene Bell (1 épisode)
- 1999 : Foolish Heart : Holly (2 épisodes)
- 1999 : Coroner Da Vinci : Rita Morgan (1 épisode)
- 1999 : Le mariage de mon ex : Madeline
- 2000 : Mr. Rice's Secret : Marylyn Walters
- 2000 : First Wave : Heather LeGuin (1 épisode)
- 2000 :  Le secret du vol 353 : Lisa Peccatone
- 2002 : L'Île de l'étrange : Mme Bowers (1 épisode)
- 2002 : L'Enfer à domicile : Nancy Glover
- 2002 et 2003 : Jeremiah : Mary (3 épisodes)
- 2003 : Ultimate Limit : Shelley Hansen
- 2004 : Smallville : agent du Real Escate (1 épisode)
- 2004 : Le Messager des ténèbres : Laura McKinney (1 épisode)
- 2004 : Dead Like Me : Linda (3 épisodes)
- 2004 : Huff : Norma (1 épisode)
- 2004 : The Book of Ruth : Aunt Syd
- 2004 : The Twelve Days of Christmas Eve : Marilyn Carter
- 2005 : Team Galaxy : Roskoff (régulier)
- 2005 : Dead Zone : Judith Peck (1 épisode)
- 2005 : Le retour du gang des champions) : Mrs. Goodfairer
- 2005 : "12 Jours avant Noël" : Marilyn Carter
- 2006 : Mon enfant a disparu : Sharon Timmons
- 2006-2008 : Kyle XY : Carol Bloom (9 épisodes)
- 2007 : Psych : Enquêteur malgré lui : Glenda (1 épisode)
- 2007 : Supernatural : saison 2 épisode 17 médecin légiste
- 2007 : Eureka : Diane Lancaster (1 épisode)
- 2008 : La princesse aux paparazzis : Julie San Jose
- 2008 : The Guard : Police maritime : Gwen (9 épisodes)
- 2009 : Alice au pays des merveilles : Carol Hamilton (Mère d'Alice)
- 2010 : La Guerre des guirlandes (Battle of the Bulbs) : Mary Jones
- 2010 : Caprica : Evelyn
- 2010 : Hellcats : la mère de Savannah
- 2011 : Sur les traces de ma fille (The Killing Game) de Bobby Roth : Sarah Patrick
- 2011 : Facing Kate : Valérie
- 2012 : L'Arbre à souhaits : Madelyn Guthrie
- 2012 : The Killing US : Kathy Baster
- 2013 : Cult : Cathy McDonald
- 2013 et 2017-2018 : Arrow : Jean Loring
- 2013-2015 : Retour à Cedar Cove : Grace Sherman
- 2015 : Supernatural : Olivette
- 2015 : iZombie : Mrs Sparrow (saison 1, épisode 7)
- 2015 : Wayward Pines : Henrietta
- 2016-2017 : Les Voyageurs du temps : Patricia Holden
- 2017 : L'Héritage de Noël (Téléfilm) : Mable
- 2017 : Un Noël traditionnel (Christmas Getaway) de Mel Damski (Téléfilm) : Marilyn
- 2017-2018 : Good Doctor : Infirmière J.L
- 2018 : Chesapeake Shores - Saison 3 Episode 2 Souvenirs : Robin O'Brien
- 2019 : Nancy Drew (série télévisée, 2019) : Cecilia Hudson.
- 2019 : Un duo magique pour Noël (A Christmas Duet) de Catherine Cyran (Téléfilm) : Phyllis Selig
- 2019 : Un rôle sur mesure pour Noël (Holiday Date) de Jeff Beesley : Donna
- depuis 2019 : Virgin River : Muriel
- 2022 : upload - saison 2 episode 6 : Mme Kannerman

## Doublage
Ceci concerne uniquement les versions anglophones :

### Cinéma
- 1986 : Dragon Ball : La Légende de Shenron : Raven
- 1986 : Project A-ko : Magami
- 1987 : Project A-Ko 2 : Magami
- 1988 : Project A-Ko 3 : Magami
- 1989 : Project A-Ko 4 : Magami
- 1990 : Project A-Ko Versus Battle 1 : Magami
- 1990 : Project A-Ko Versus Battle 2 : Magami
- 1991 : Ranma ½: Chûgoku Nekonron daikessen! Okite yaburi no gekitô hen : Kodachi Kunô
- 2000 : Gloups ! je suis un poisson : La mère de Fly
- 2004 : G.I. Joe: Valor vs. Venom : Granny
- 2006 : Barbie Mermaidia : Pink Merfairy
- 2013 : Barbie : Rêve de danseuse étoile : Giselle's mom, Queen Vera
- 2014 : Barbie et la Porte secrète : Reine de Zinnia

### Télévision
- 1986 et 1994-2001 : Dragon Ball : Mai (13 épisodes)
- 1988 : Les Samouraïs de l'Éternel : Mia Koji (1 épisode)
- 1989 : Ranma ½ : Kodachi Kunô (4 épisodes)
- 1989 : Dragon Ball Z : Voix additionnelles
- 1992 : Le Roi Arthur et les Chevaliers de Justice (King Arthur and the Knights of Justice) : Voix additionnelles
- 1993 : Mermaid's Scar (OAV de Mermaid Forest) : Narrateur, et une femme dans le site de construction
- 1995 : Les Rock'Amis (Littlest Pet Shop) : Inconnu
- 1995 : Onikirimaru : Isoka et Harumi
- 1995 : Street Fighter (dessin animé) : Rose (régulier)
- 1997 : Reboot : Pixel (Saison 3, épisode 6)
- 1998 : Oui-Oui : Mrs. Skittles (1 épisode)
- 2002 : Stargate SG-1 : Heimdall (épisode 5.22)
- 2002 : X-Men: Evolution : Margali Sefton (1 épisode)
- 2003 : Gadget et les Gadgetinis : Inconnu (14 épisodes)
- 2003-2006 : Martin Mystère : M.O.M. (saisons 1 et 2, apparition dans 63 épisodes)
- 2004 : Inu-Yasha : princesse Abi (1 épisode)

## Récompenses et nominations

### Nominations
- Leo Awards 2004
  - Meilleur rôle dramatique féminin pour l'épisode Héros de Stargate SG-1 dans le rôle de Janet Fraiser.
  - Meilleure performance féminine pour Inconnu

- Leo Awards 2008
  - Meilleure performance féminine dans un court-métrage pour Coffee Diva